# Ponte Sanjō Ohashi
Il ponte Sanjō Ohashi è un ponte situato ad Higashiyama, che attraversa il fiume Kamo.

## Storia
La costruzione del ponte è terminata nel aprile 1950, sebbene esistono testimonianze di un ponte che era stato costruito nei secoli precedenti.